# 肝周囲炎
肝周囲炎（かんしゅういえん）とは、肝臓を包む皮膜に病原体が感染し、発熱や疼痛をきたす疾患のこと。
骨盤内感染を経て肝周囲炎にいたったものをフィッツ・ヒュー・カーティス症候群という。多くは産道から卵管を通じて、骨盤腔・腹腔内と病原体が波及し、肝皮膜に到達することにより発症する。若い女性にみられることが多いとされている。クラミジアが主といわれているが、淋菌でも起こるといわれる。

## 症状
右季肋部痛、発熱、腹痛を主訴とすることが多い。

## 検査
確定診断は腹腔鏡でなされる。が、経済的にも身体的にも負荷がかかるため、日常的には施行されない。
一般的には、血液生化学、腹部エコーで他の鑑別診断を除外した上で、クラミジア抗体IgAが陽性であることにより診断する。